# IC 1450
IC 1450 ist ein Doppelstern im Sternbild Pegasus. Das Objekt wurde am 19. September 1894 Guillaume Bigourdan entdeckt und wurde wahrscheinlich irrtümlich für eine Galaxie gehalten.